# Scopula gracilis
Scopula gracilis là một loài bướm đêm trong họ Geometridae.